# Municipio Cuautitlán Izcalli
Koordinaten: 19° 39′ N, 99° 13′ W
Cuautitlán Izcalli ist ein Municipio im mexikanischen Bundesstaat México. Es gehört zur Zona Metropolitana del Valle de México, der Metropolregion um Mexiko-Stadt. Der Verwaltungssitz und größter Ort des Municipios ist die gleichnamige Stadt Cuautitlán Izcalli. Der Verwaltungsbezirk hatte im Jahr 2010 511.675 Einwohner, seine Fläche beträgt 110 km².

## Geographie
Cuautitlán Izcalli liegt im Norden des Bundesstaates México, etwa 20 km nördlich des Bundesdistrikts.
Das Municipio grenzt an die Municipios Tepotzotlán, Teoloyucan, Cuautitlán, Tultitlán, Tlalnepantla de Baz, Atizapán de Zaragoza und Nicolás Romero.

### Größte Orte
| Ort                     | Einwohner |
| Gemeinde                | 511.675   |
| Cuautitlán Izcalli      | 484.573   |
| Huilango                | 017.399   |
| Axotlán                 | 004.071   |
| San Pablo de los Gallos | 001.417   |